# Jaime Bendersky Smuclir
Jaime Bendersky Smuclir (General Pico, el 14 de mayo de 1922 - Santiago, el 27 de agosto de 1997) fue un arquitecto y pintor chileno de origen argentino de la segunda mitad del siglo XX, gran exponente en arquitectura del Movimiento Moderno en Chile y representante en pintura de la corriente hiperrealista. Entre los edificios que proyectó destacan el Edificio Kennedy, el Edificio La Candelaria, el Edificio Embassy y el Edificio Parlamento.

## Biografía
Fue hijo del herrero y fabricante de carruajes Hirsch Bendersky Kolesnik (Moldavia, 1878 – Santiago, 1937) y de Lydia Smuclir Keilis (Moldavia, 1883 – Santiago, 1975). De ascendencia judío ruso, emigrados desde Kishinev, actual Chisináu, donde durante la Rusia zarista el maltrato a los judíos fue sistemático, para establecerse y rehacer sus vidas en Argentina, gracias a la ayuda del filántropo barón Mauricio von Hirsch.
Jaime, el menor de 7 hermanos, todos nacidos en Argentina, inicia sus estudios primarios en el pueblo de Carlos Casares ubicado en la provincia de Buenos Aires, donde su padre se estableció con un taller de herrería y fabricación de carruajes. Por razones familiares, en 1933, se traslada la familia a Chile y se establecen en Santiago, donde su padre abre un taller de bicicletas en la avenida Independencia. Jaime, en tanto, termina sus estudios primarios en el Liceo Valentín Letelier y los secundarios, en el Liceo de Aplicación.
Con once años, ya venía decidido a convertirse en arquitecto, pese a que hasta entonces no había conocido a alguno.
En 1941 ingresa como estudiante a la Escuela de Arquitectura de la Universidad de Chile, obteniendo, en 1950, el título de Arquitecto. Durante su época de estudiante, fue secretario del Centro de Alumnos y uno de los cabecillas que se rebelaron por una reforma del plan de estudios de la Escuela, más diverso, más abierto, más universal, donde llegaron tan lejos con la protesta, que paralizaron toda a Universidad. Tuvo por maestros a los connotados arquitectos Juan Martínez Gutiérrez, Roberto Dávila Carson y Mauricio Despouy Recart. Admiraba la obra de Richard Neutra y la Escuela de la Bauhaus, referentes insoslayables del Movimiento Moderno.
Obtuvo la nacionalidad chilena en 1958.

## Matrimonio
Casado en Santiago en 1954 con la bachiller en estética Rebeca Assaél Camhi (Temuco 1932), siendo padres de 4 hijos, donde el menor Gabriel, también arquitecto de la Universidad de Chile, le colaboró apenas titulado en 1990 y pasó a ser asociado en su oficina en 1994.

## Carrera como arquitecto
En su ejercicio profesional que se extendió por más de 50 años, tuvo el mérito de ser uno de los grandes exponentes en arquitectura del Movimiento Moderno en Chile y por su notorio aporte en la creación de nuevos espacios para el intercambio comercial, siendo pionero en proyectar el primer mall en Chile. Destacó en los temas de viviendas unifamiliares, edificios de departamentos, hoteles, complejos comerciales y edificios institucionales.
Participó en la creación de la revista AUCA en 1965, importante canal de transmisión del acontecer artístico y profesional del arquitecto, en el ámbito nacional y latinoamericano, que se publicó hasta 1986.
En 1997, fue candidato al Premio Nacional de Arquitectura que otorga el Colegio de Arquitectos de Chile. Fallece ese mismo año, tras una intensa y habitual jornada de trabajo.
Humberto Eliash Díaz, arquitecto de la Universidad de Chile (1975), quien ha escrito numerosos libros y publicaciones sobre Arquitectura moderna en Chile y América Latina, clasifica la obra de Bendersky en 4 períodos:

### Primer Período: El ímpetu de la primera modernidad y la huella de Walter Reis
1945 - 1961
Cinco años antes de su titulación de arquitecto, en 1945, dio inicio a su ejercicio profesional en forma independiente, y en 1951, asociado con el arquitecto vienés Walter Reis, quien había llegado a Chile para trabajar en la oficina del arquitecto Sergio Larraín García-Moreno, de quien Bendersky recibió mucha influencia y oficio, con quien sostiene una corta pero fructífera relación hasta 1955. De él aprende el cuidado por los detalles y la aplicación de revestimientos, transmitiendo su sentido de la composición abstracta, los conceptos de la modernidad de Rietveld, de Mondrian y de Mies y su capacidad para experimentar y combinar materiales, todo lo cual queda manifiesto en las obras que diseñaron juntos y que influenció fuertemente su trabajo posterior.
Obras destacadas:
- Casa Furman, (1953), Burgos 212, Santiago
- Casa Turteltaub, (1955), Las Catalpas 1226, Santiago
- Sede Social, Estadio Israelita, (1955), Av. Las Condes 8361, Santiago
- Casa Kuflik, (1956), Simón Bolívar 2871, Santiago
- Casa Gabor I, (1958), Alcántara 767, Santiago
- Edificio Dinamarca, (1958), Hans Christian Andersen 17 y 33, Santiago
- Edificio Augusto Leguía, (1960), Augusto Leguía, Santiago
- Casa Burger, (1961), Av. Vespucio Norte 658, Santiago, (demolida)

### Segundo Período: De la composición plana al volumen, en búsqueda de una modernidad alternativa
1962 - 1969
Se caracteriza por una expresión tectónica fuerte, proponiendo una modernidad diferente al estilo internacional imperante, confiriendo a cada edificio una personalidad propia, en un lenguaje muy “Bendersky”. Se caracteriza por edificios armados en base a juegos de planos y volúmenes que sirven de soporte y telón de fondo para elaboradas composiciones de balcones, jardineras, antepechos y ventanas. Balcones entrelazados, vigas invertidas y normales, barandas macizas combinadas con barandales transparentes, ventanas salientes, grecas, vigas falsas, aleros, etc. creando interesantes diseños, los que a pesar de su diversidad, están equilibrados y armoniosamente compuestos.
Obras destacadas:
- Edificio Empart, (1962), Blanco / Almirante Señoret / Cochrane, Valparaíso
- Edificio Brasilia, (1964), Av. Providencia / Román Díaz, Santiago
- Edificio Lota, (1964), Lota 2752, Santiago[6]
- Edificio Kennedy, (1966), Av. Vespucio Norte 970, Santiago
- Edificio La Candelaria,[7] (1966), Av. Candelaria Goyenechea 4013, Santiago
- Edificio El Parque, (1967), Av. Providencia / José Miguel Infante, Santiago
- Edificio Embassy, (1967), Alcántara 215, Santiago
- Edificio Magdalena, (1968), Isidora Goyenechea / Magdalena, Santiago, (demolido)
- Edificio Parlamento, (1969), Compañía 1085, Santiago

### Tercer Período: La presión de los factores comerciales sobre la arquitectura
1970 - 1982
Se caracteriza por el desafío de combinar su actividad de arquitecto con su participación como empresario inmobiliario junto a Thomas Fürst Freiwirth, constructor civil de la Pontificia Universidad Católica, donde su lenguaje arquitectónico se resiente ante las presiones económicas. Se asocia con Juan Luis Brunetti Mast (1945 – Santiago 2019), arquitecto recientemente titulado en la Universidad de Chile, sede de Valparaíso, con quien desarrolla una abundante producción, en la cual son de destacar sus innovadoras propuestas de centros comerciales, que plantearon nuevos espacios para el intercambio comercial. La crisis económica en Chile de 1982 los obligó a cerrar la oficina.
Obras destacadas:
- Edificio Porvenir, (1976), Av. Costanera 1129 / Pérez Valenzuela, Santiago
- Centro Comercial Los Cobres de Vitacura,[8] (1977), Av. Vitacura 6780, Santiago
- Edificio Galerías Nacionales,[9] (1978), Moneda / San Antonio, Santiago
- Mall Parque Arauco, (1980), Av. Pdte. Kennedy 5225 - 5465, Santiago

### Cuarto Período: Una revisión revitalizadora de viejos principios
1985 - 1997
En 1985 reabre su oficina profesional, con la incorporación, al poco andar, de los arquitectos Richard von Moltke Cornils en 1987 y de su hijo Gabriel Bendersky Assaél en 1990, quienes recién titulados en la Universidad de Chile le colaboran estrechamente. Conforme se va estabilizando la situación económica del país, inician un proceso de revisión y de recuperación de viejas aspiraciones arquitectónicas, que revaloriza la modernidad tras la crisis postmoderna. En 1994 conforma “Jaime Bendersky Arquitectos”, que reúne a sus colaboradores más cercanos, quienes pasan a ser asociados, sociedad que permanece tras la inesperada muerte del titular en 1997, después dirigida por su hijo Gabriel, prosiguiendo con el nombre de la oficina y la proyección de su legado.
Obras destacadas:
- Edificio Helvecia, (1996), Helvecia 228 / Ebro, Santiago
- Edificio Arauco Salud, (1997), Av. Pdte. Kennedy 5413 B, Santiago
- Edificio Los Magnolios, (1998), Av. Pdte. Riesco 4160, Santiago

## Galería Arquitectura

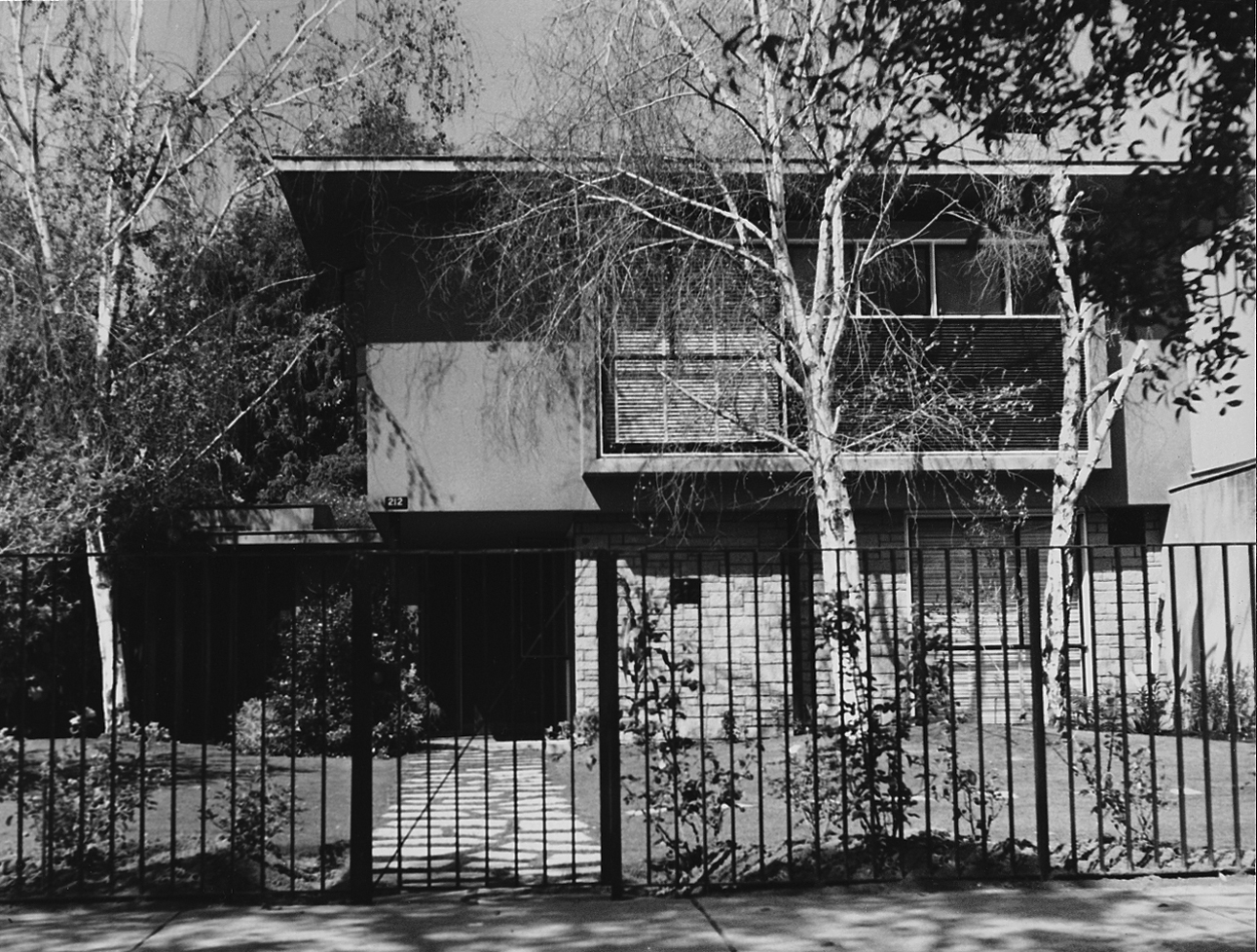
Casa Furman, 1953
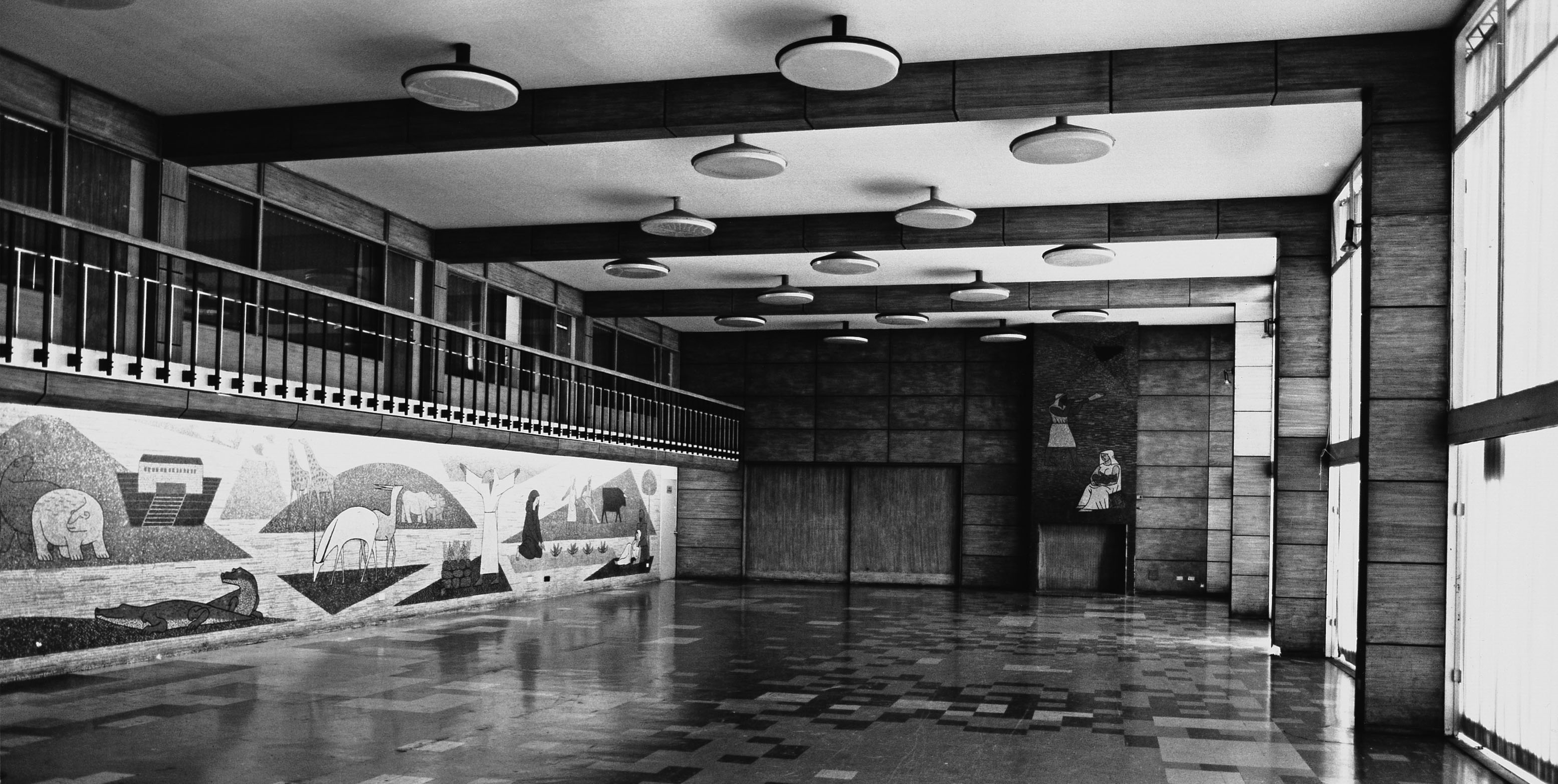
Sede Social Estadio Israelita de Santiago, 1955
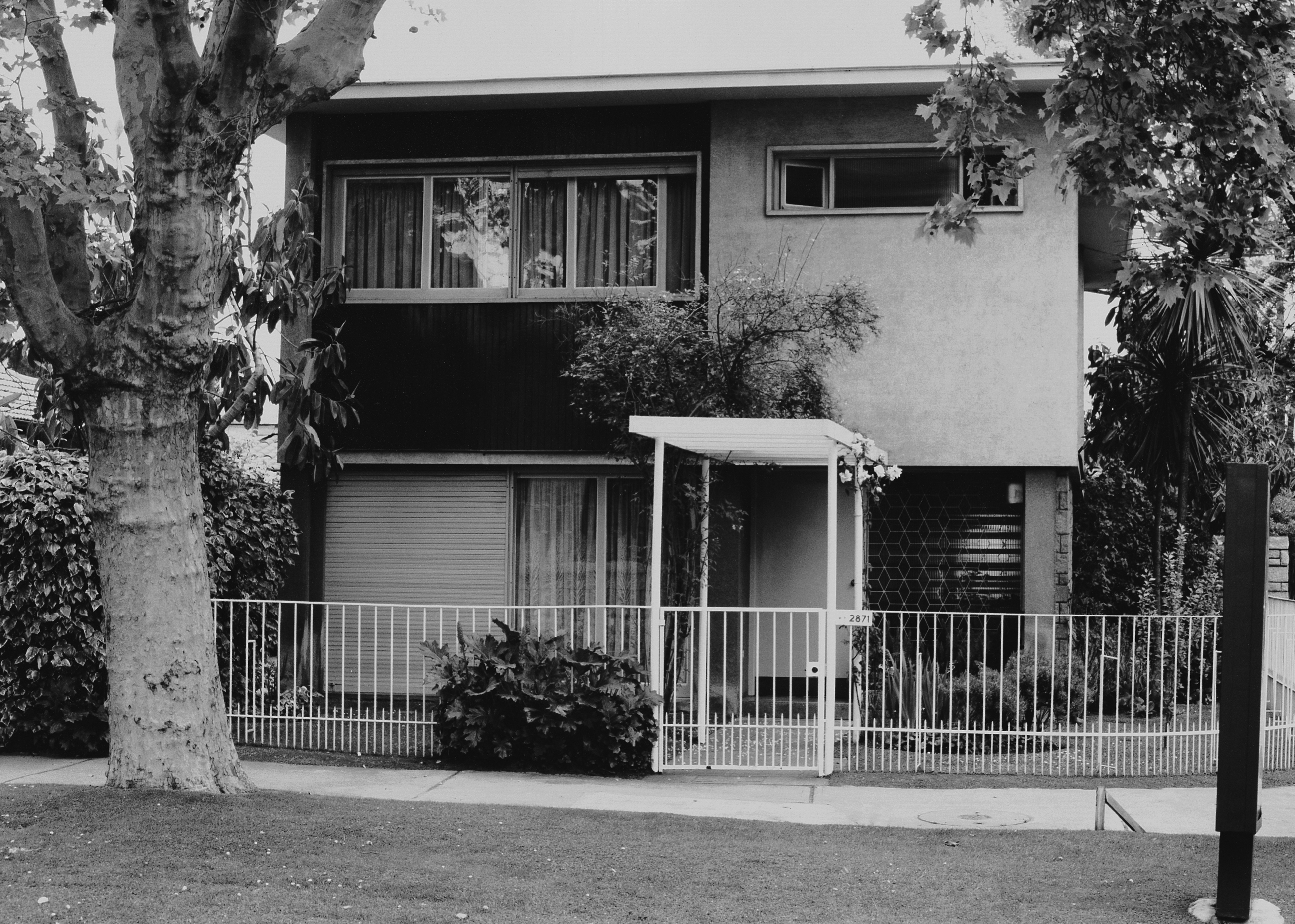
Casa Kuflik, 1956
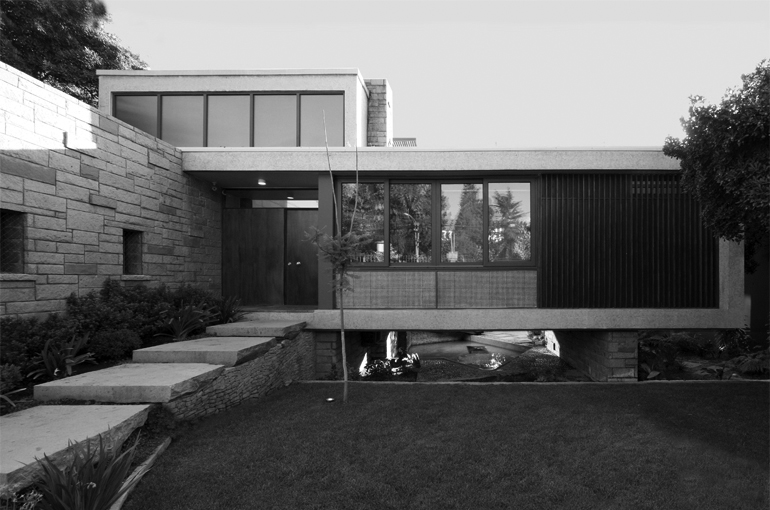
Casa Gabor, 1958
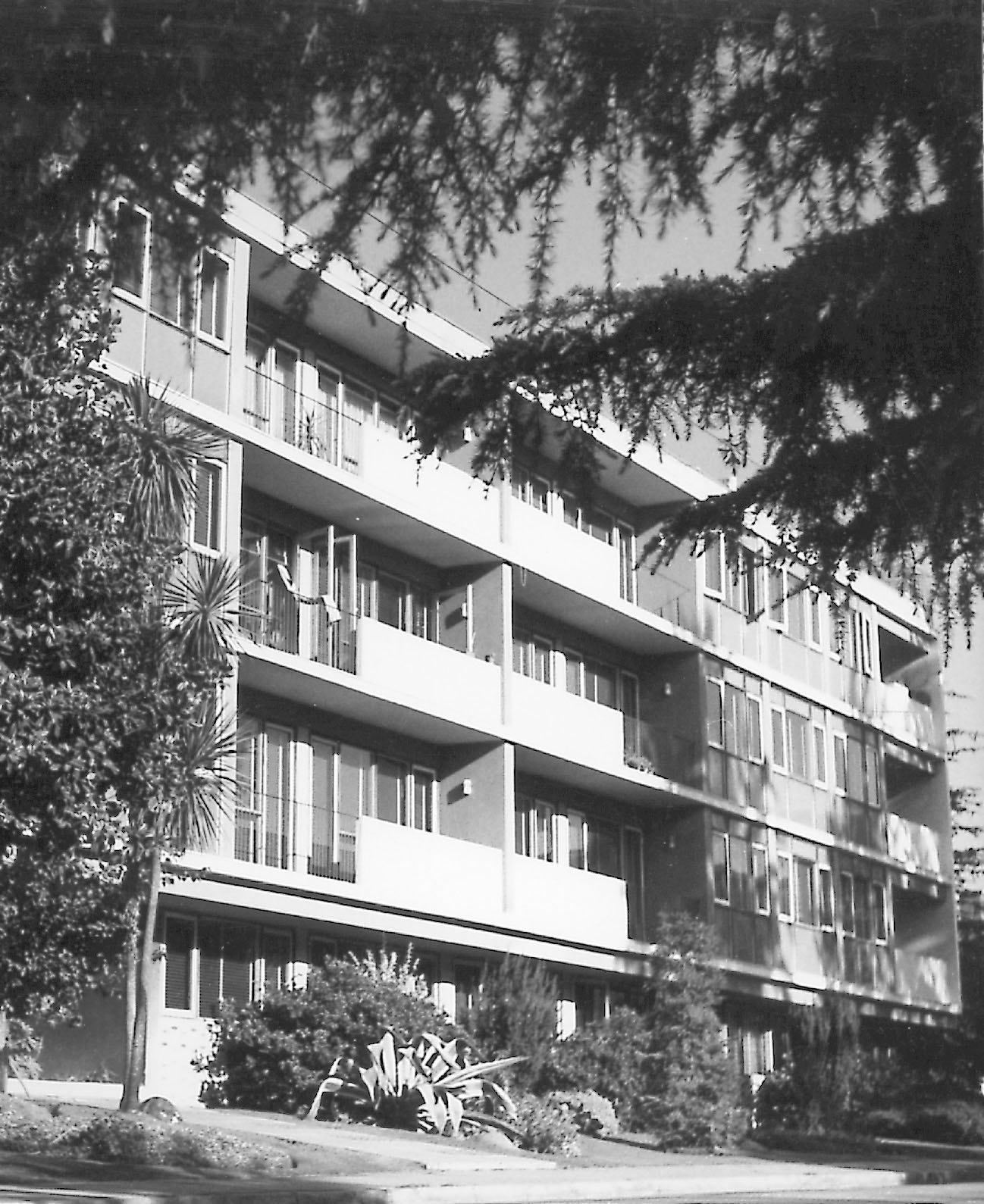
Edificio Dinamarca, 1958
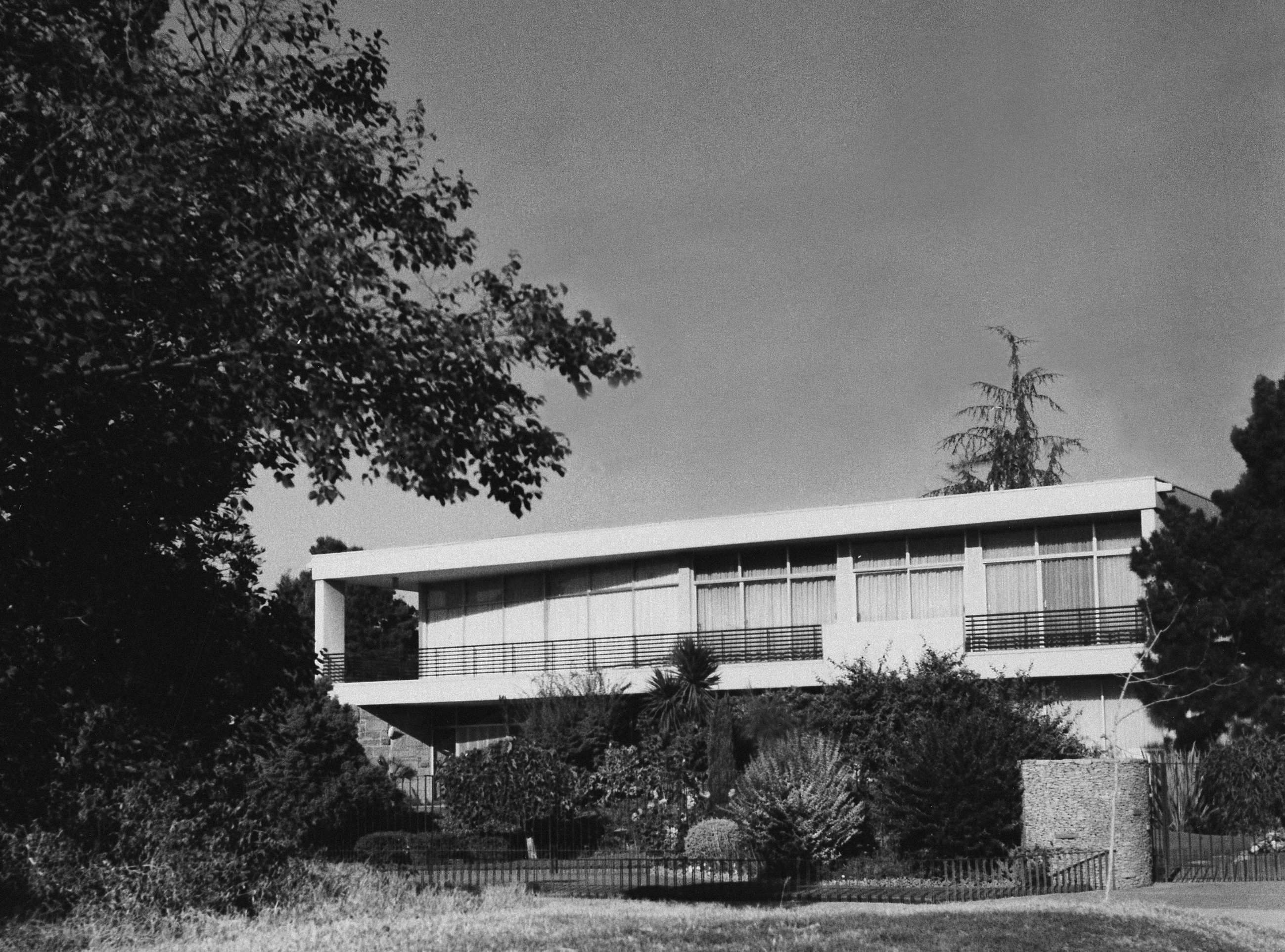
Casa Burger, 1961 (demolida)
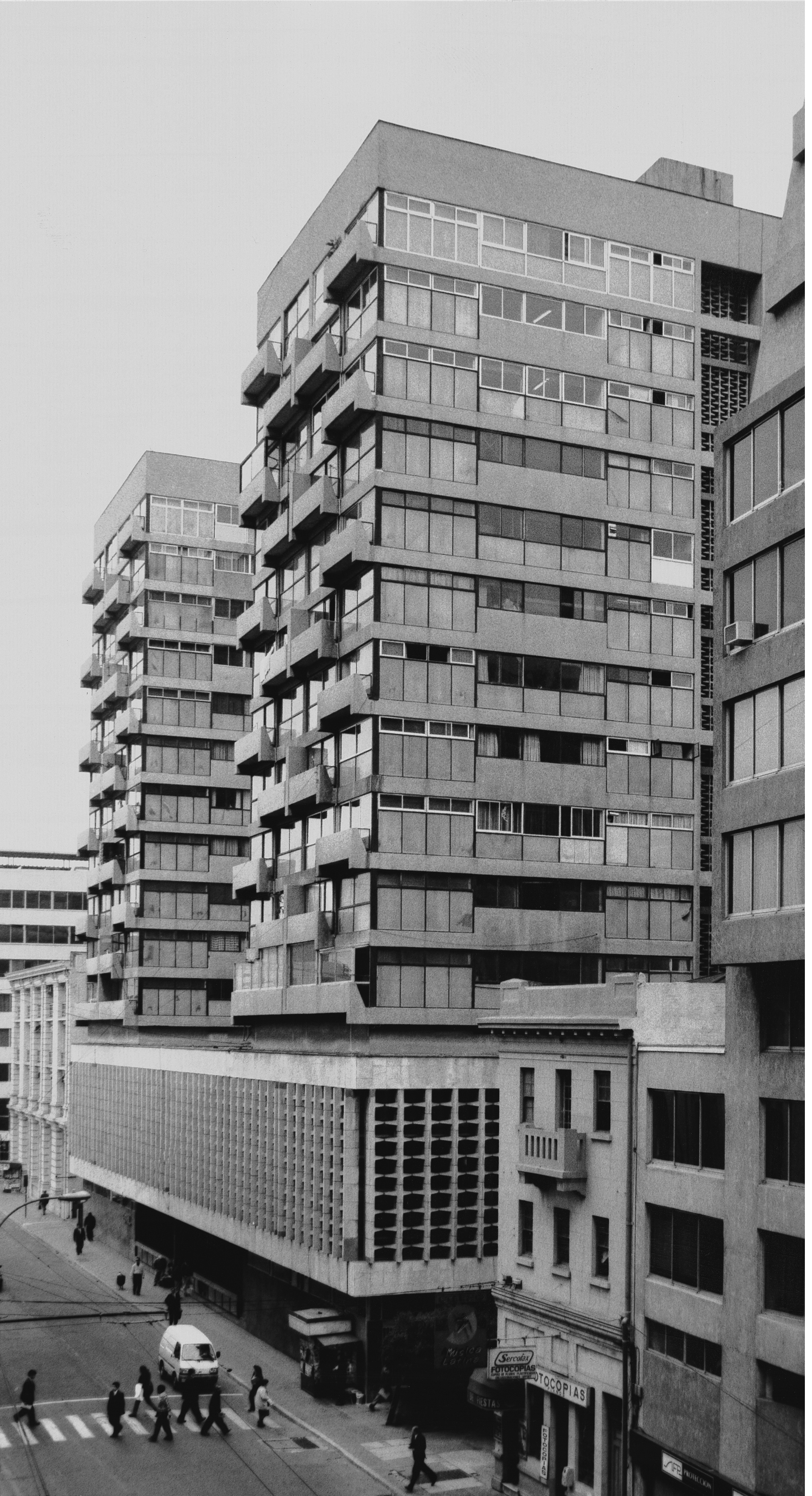
Edificio Empart, 1962
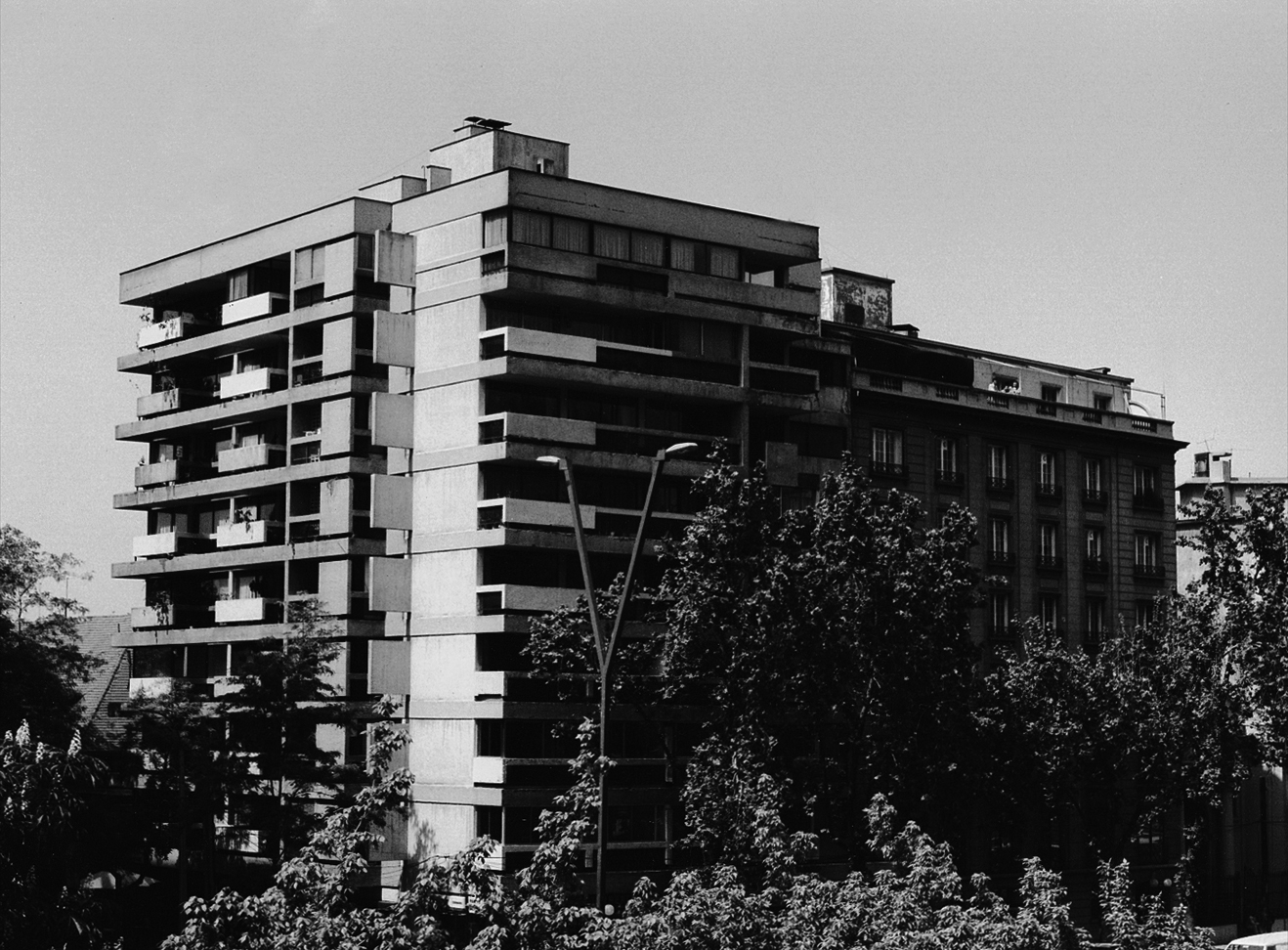
Edificio Brasilia, 1964
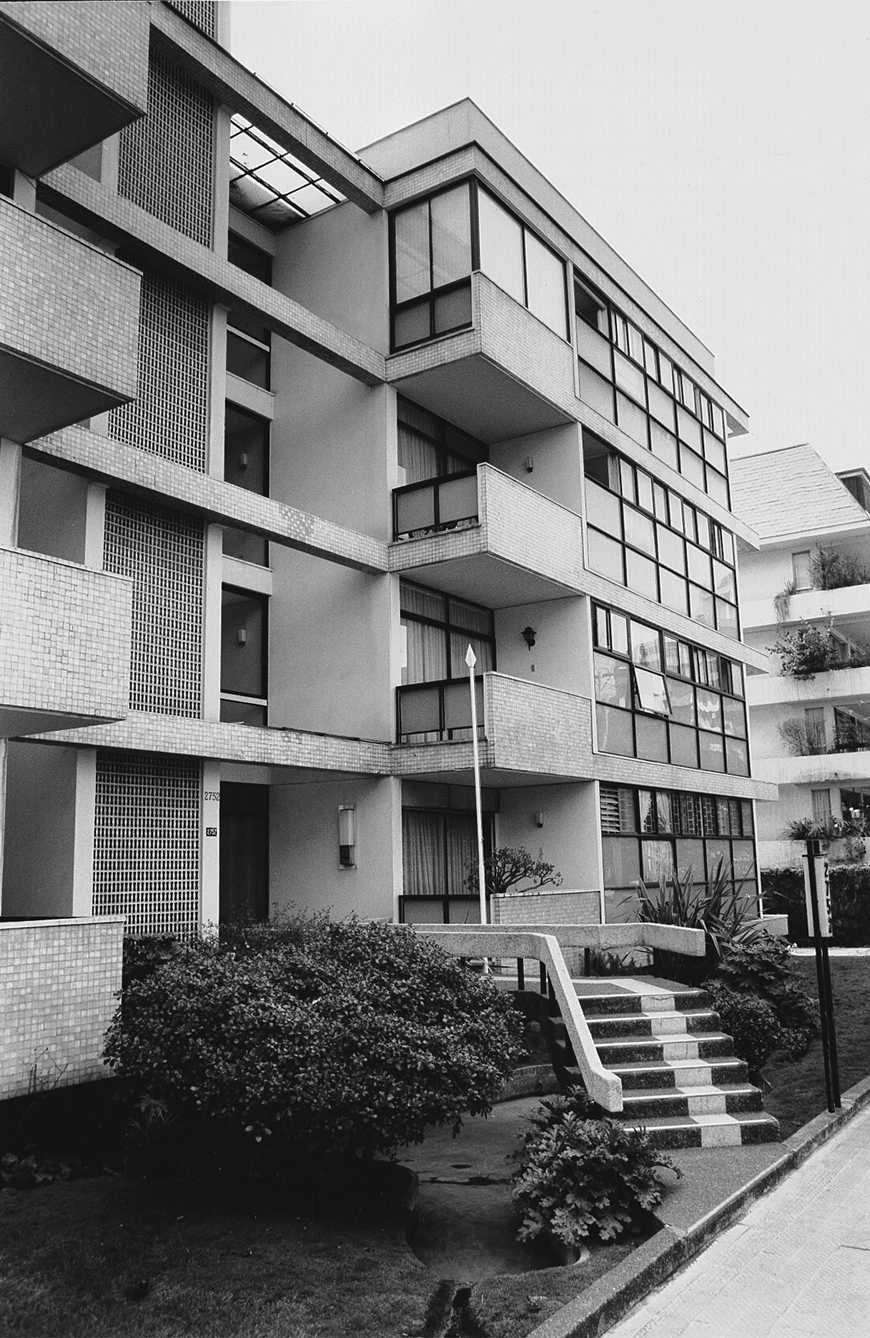
Edificio Lota, 1964
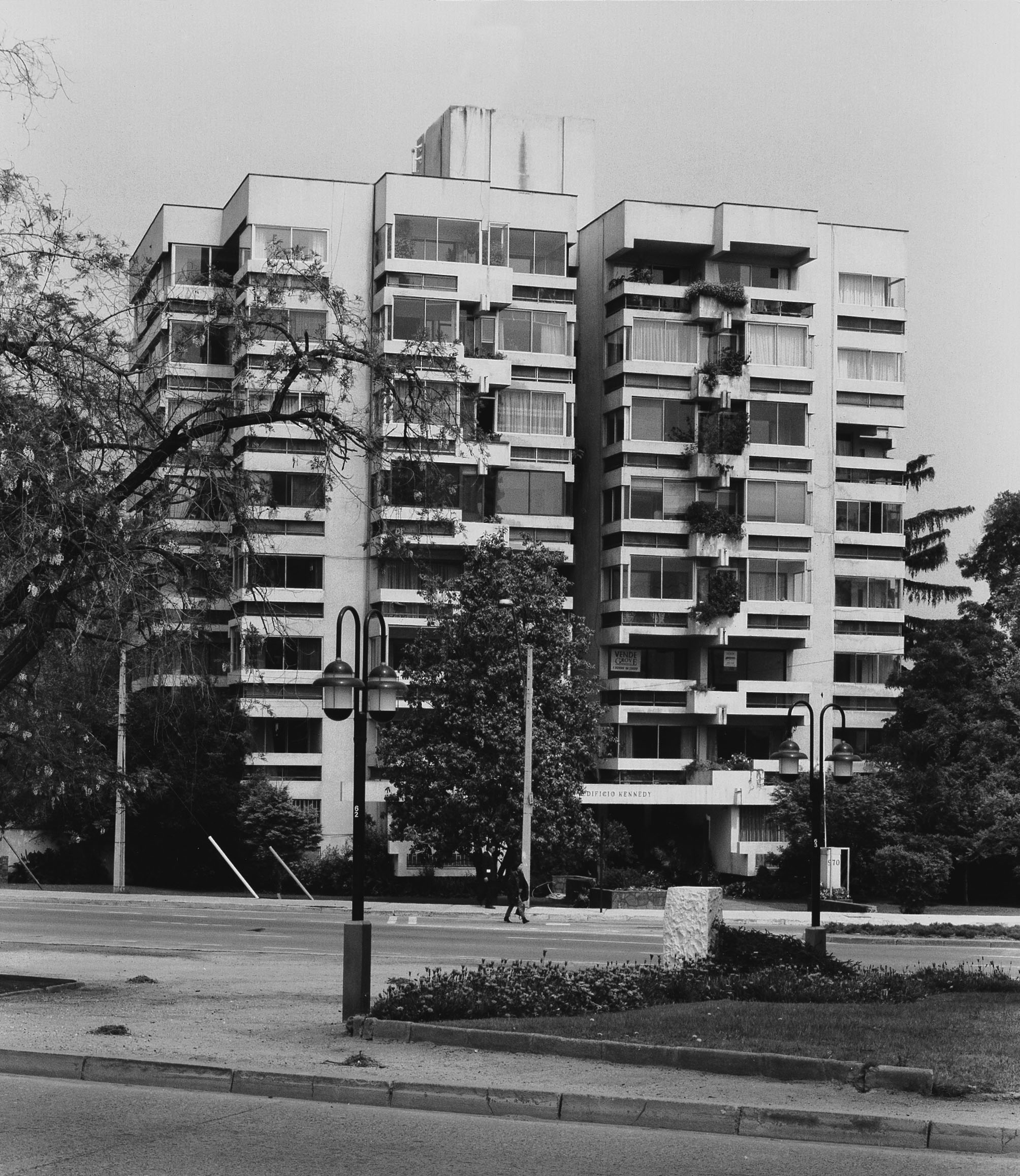
Edificio Kennedy, 1966
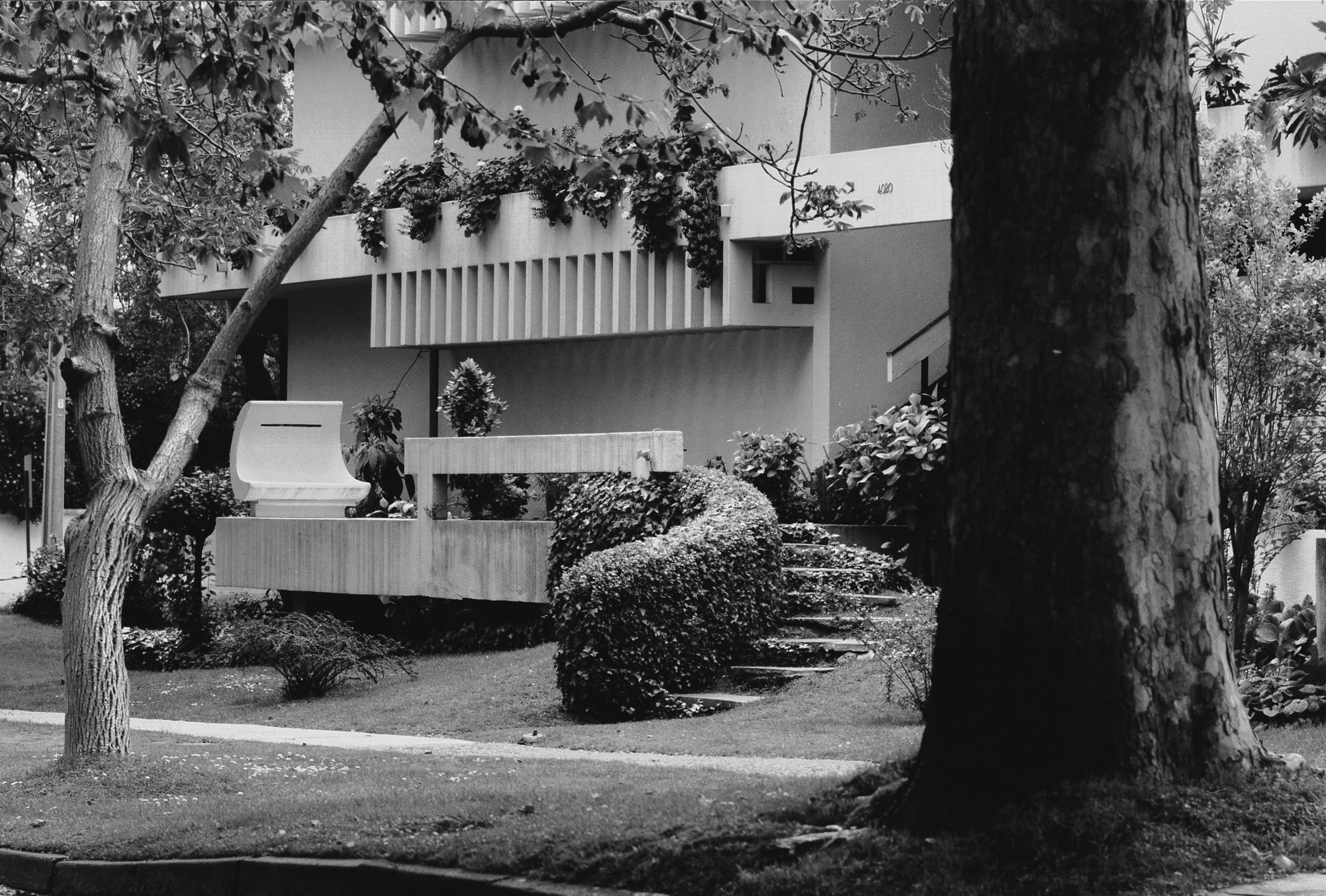
Edificio La Candelaria, 1966
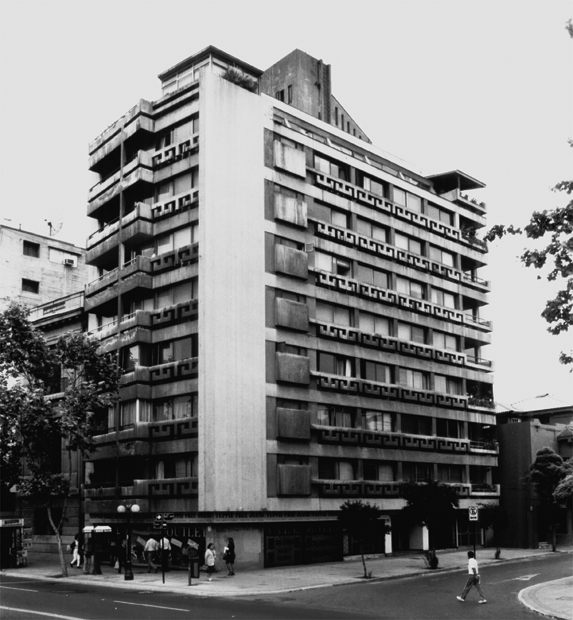
Edificio El Parque, 1967
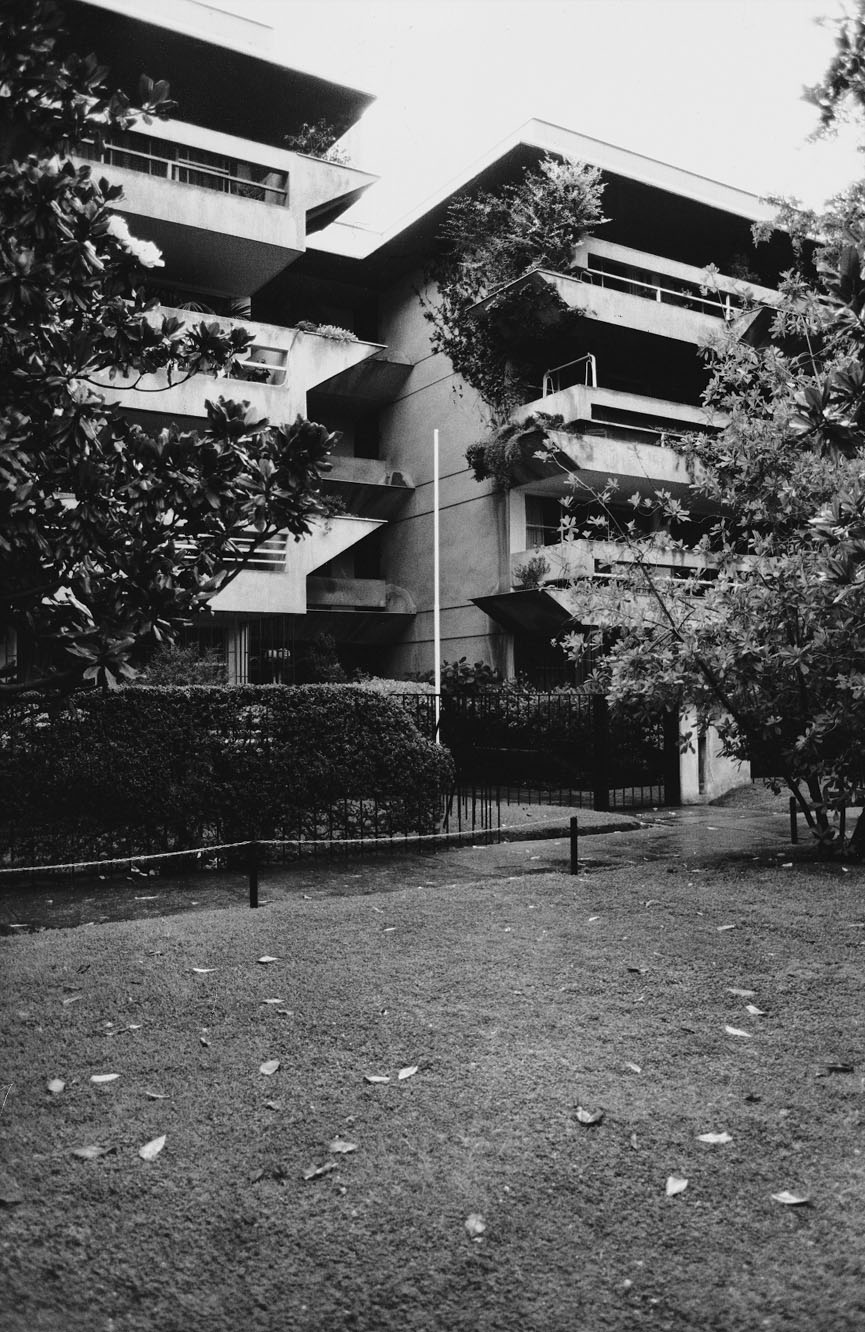
Edificio Embassy, 1967
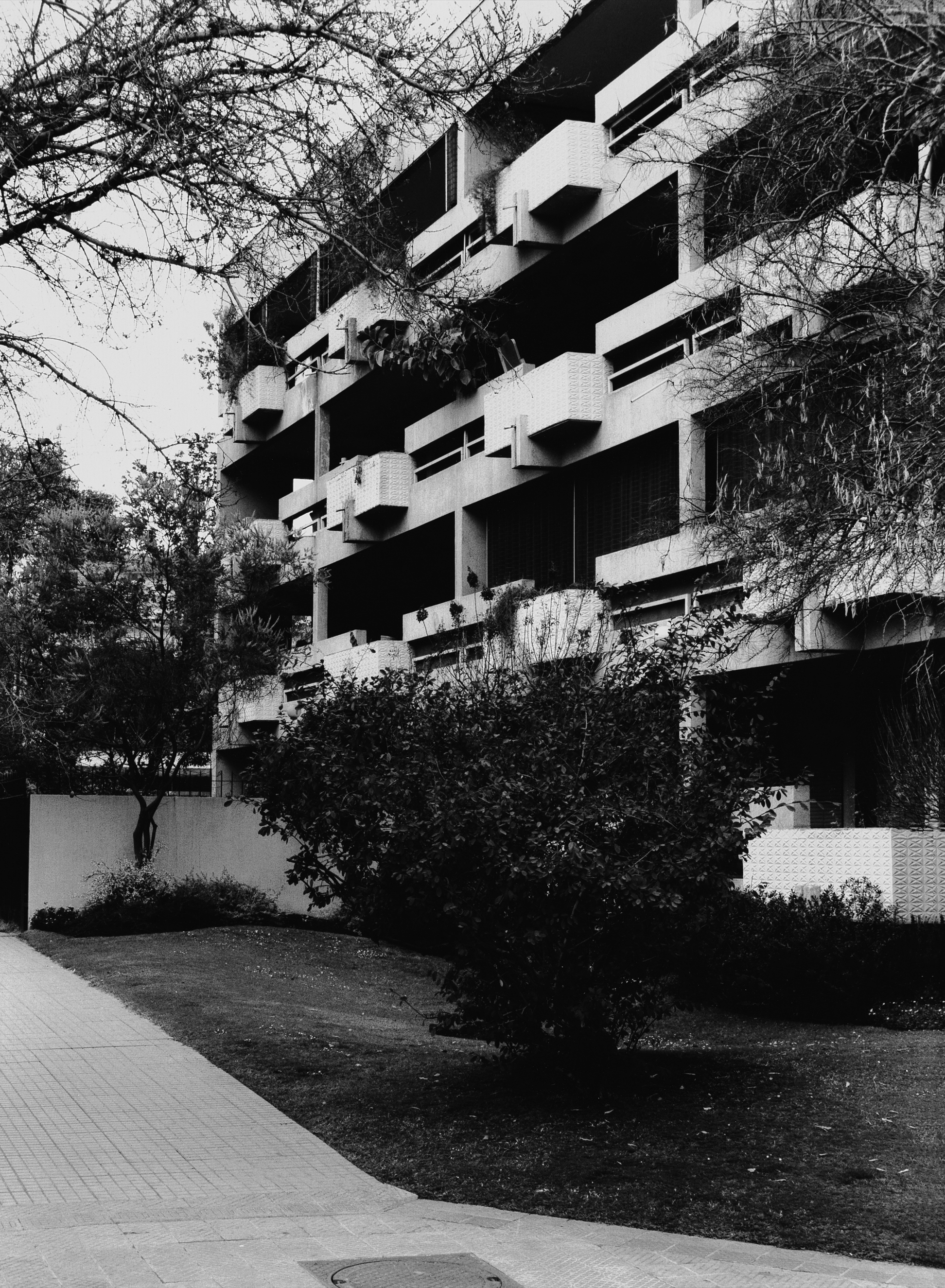
Edificio Magdalena, 1967 (demolido)
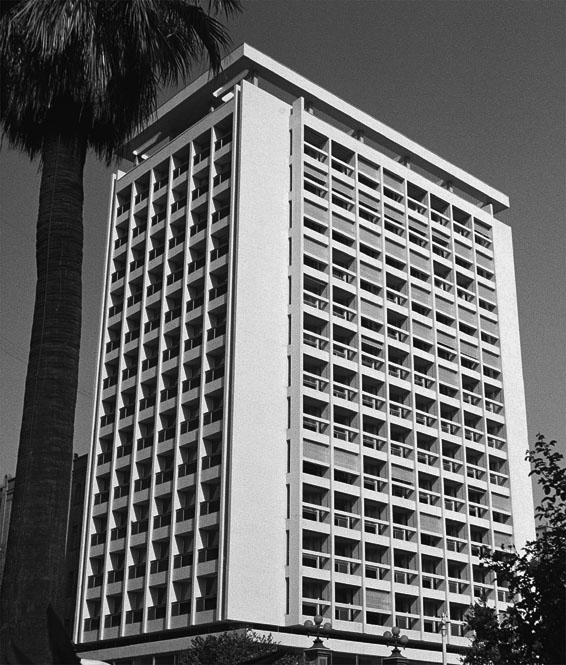
Edificio Parlamento, 1969
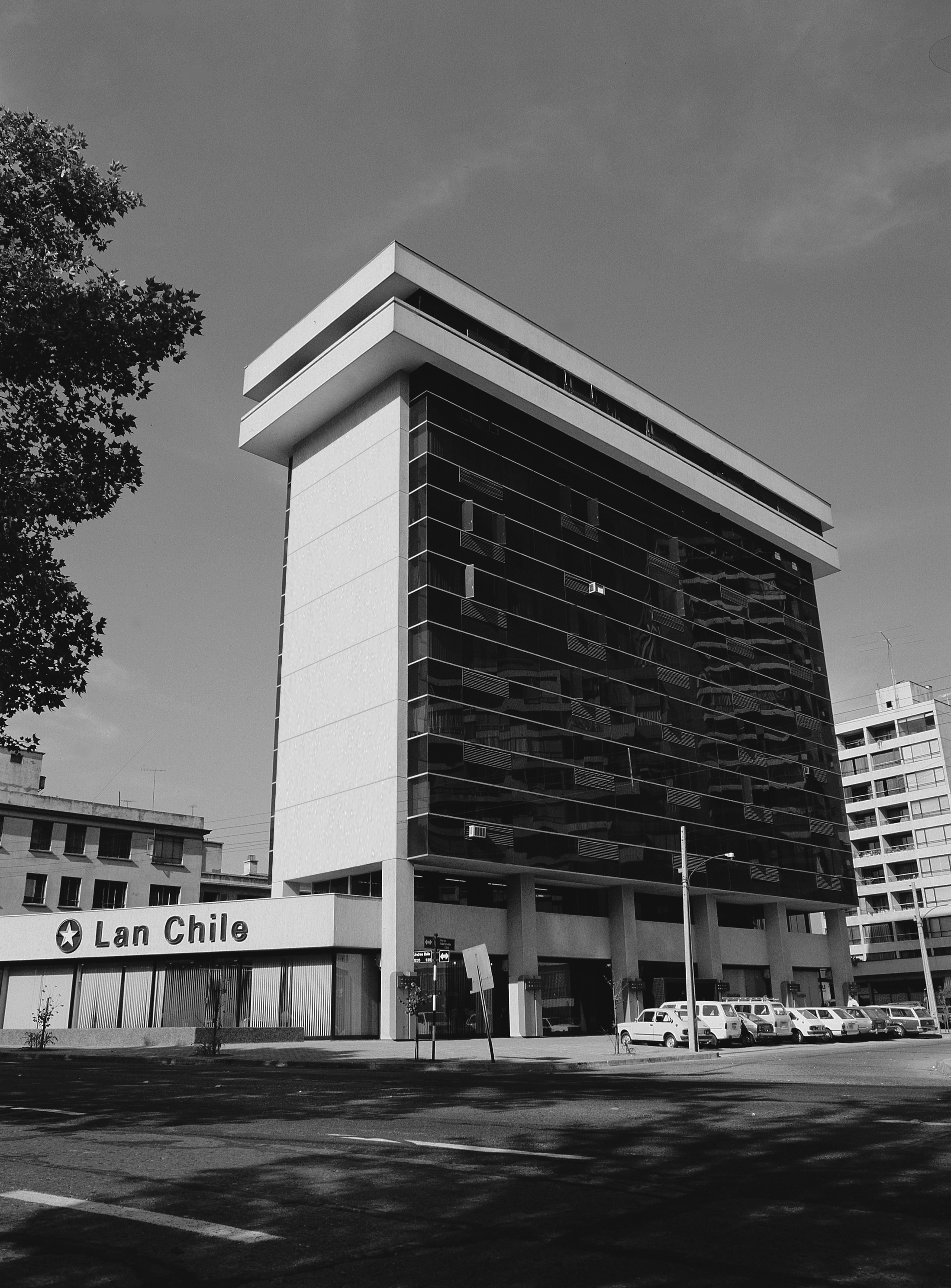
Edificio Porvenir, 1976
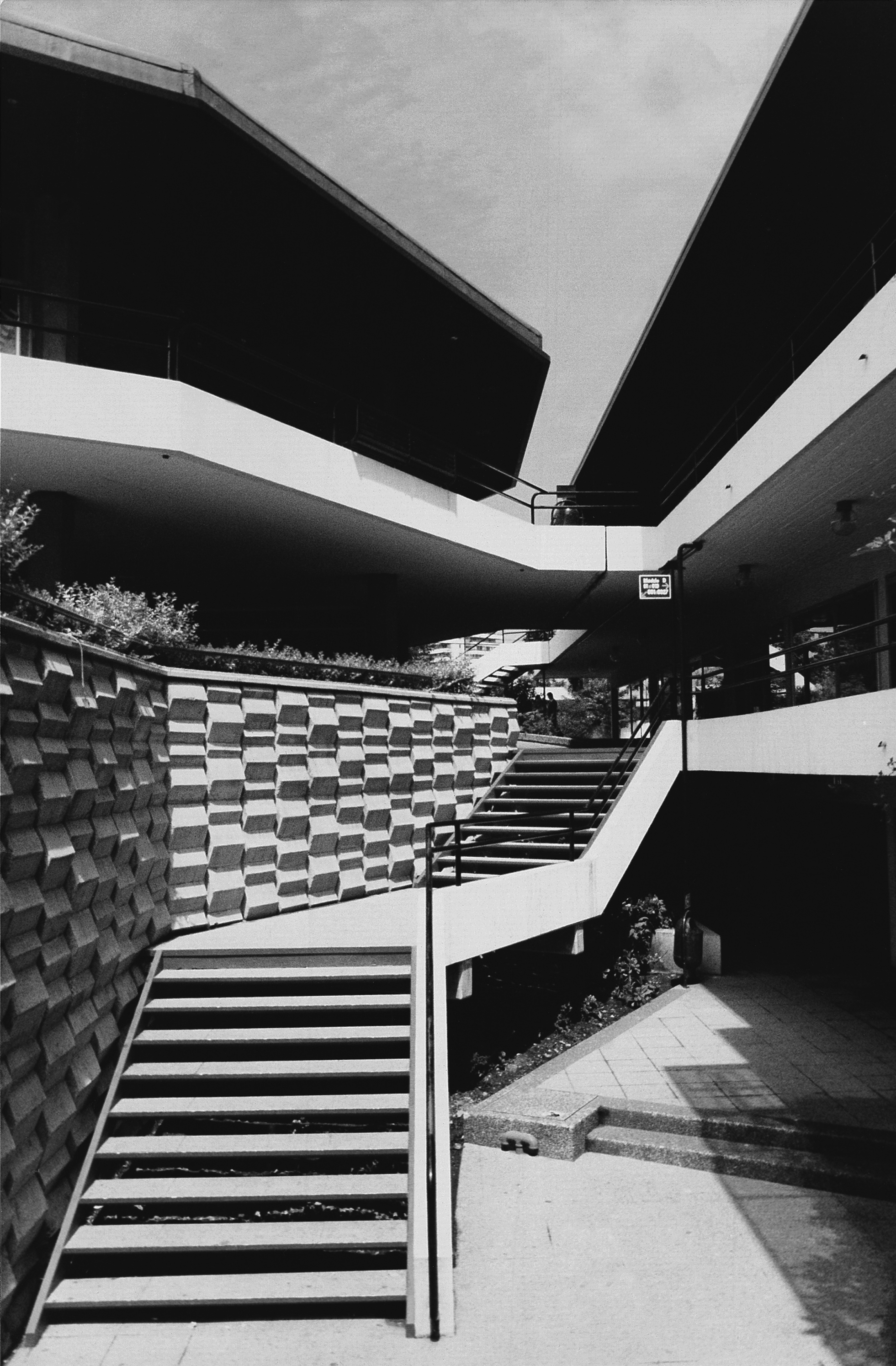
Centro Comercial Los Cobres de Vitacura, 1977
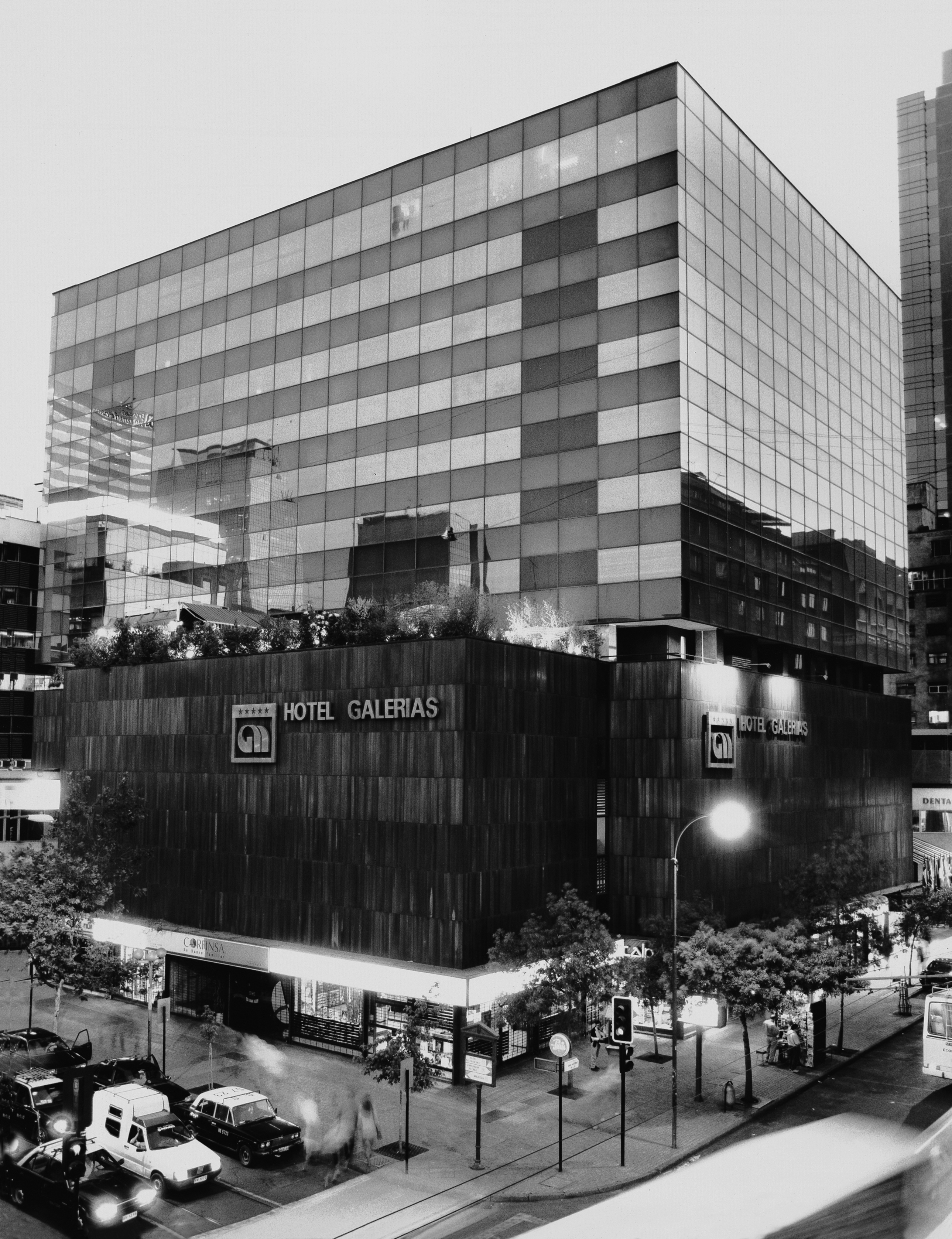
Edificio Galerías Nacionales, 1978
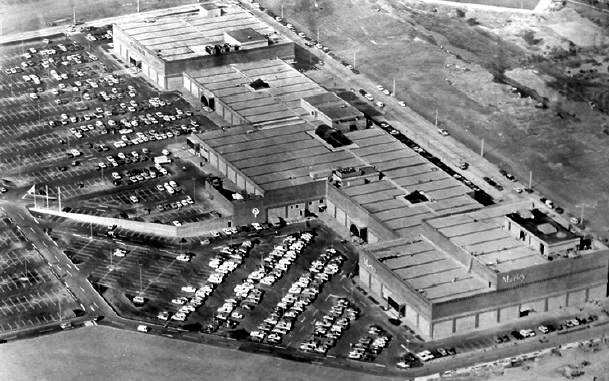
Mall Parque Arauco, 1980
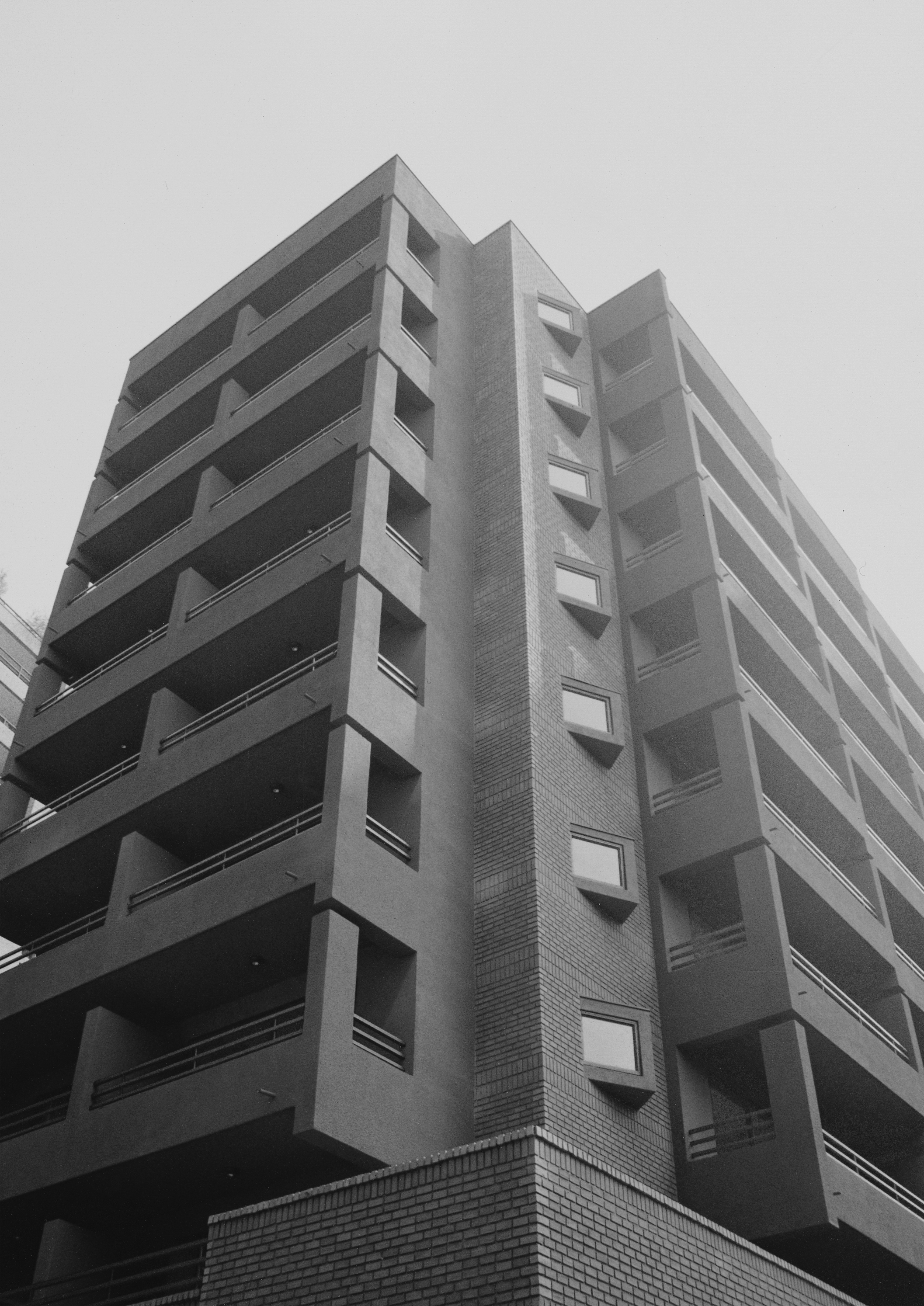
Edificio Helvecia, 1996
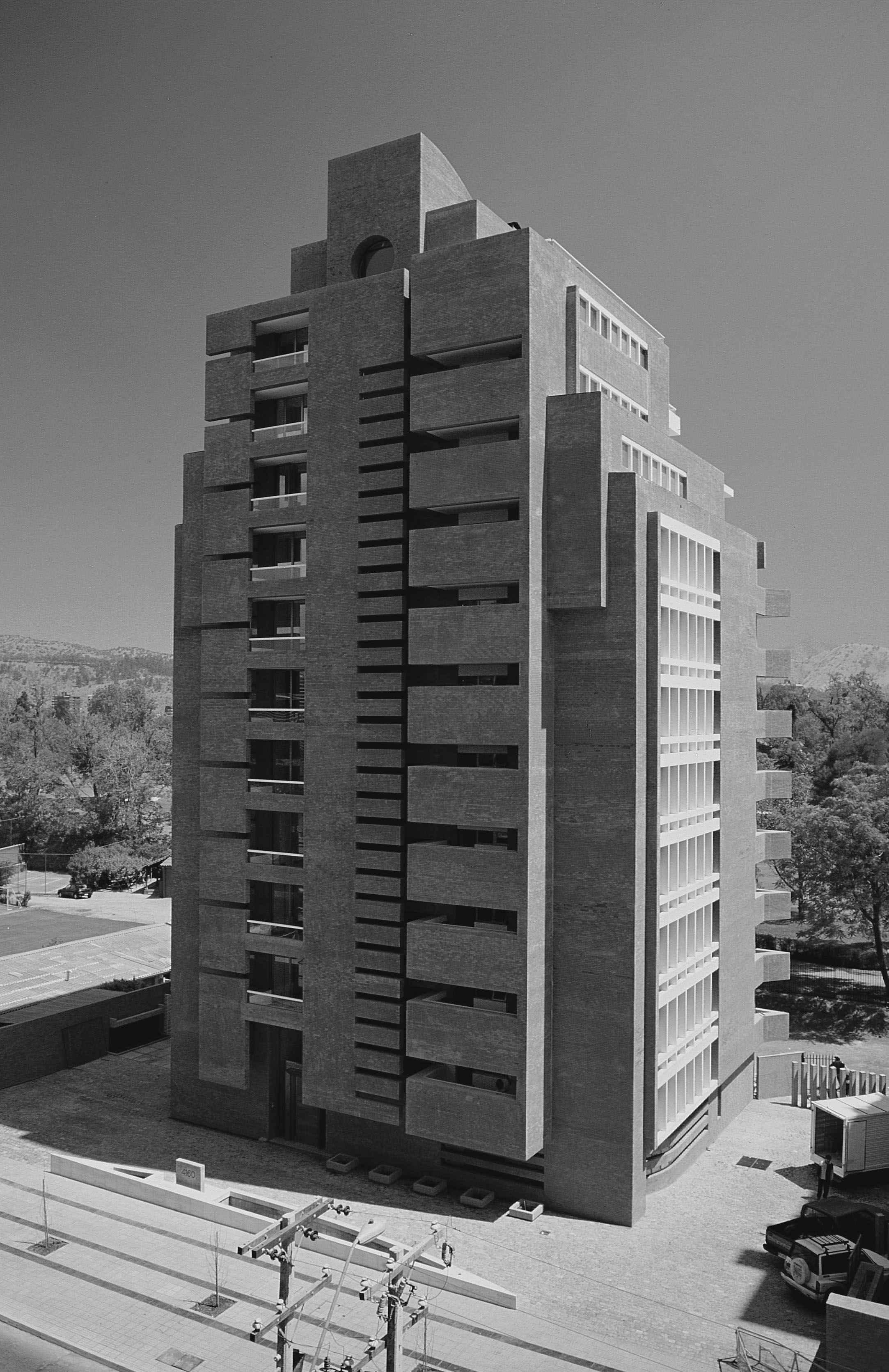
Edificio Los Magnolios, 1998

## Carrera docente
Paralelo a su actividad de arquitecto, fue docente en la Facultad de Arquitectura y Urbanismo de la Universidad de Chile, donde se desempeñó durante más de 50 años en diversas actividades, que fueron desde la Cátedra de Expresión Gráfica, pasando por la de Construcción, hasta lo que fue su pasión, el Taller de Diseño Arquitectónico. Todo inicia en 1946 como ayudante del taller de Dibujo Técnico, curso dictado por Victoria Maier Mayer (1914 – 2004), arquitecta de la Universidad de Chile titulada en 1936, donde nace su gusto por la docencia. De ahí en adelante se desempeña principalmente como profesor de Composición Arquitectónica. En 1981 se incorpora como profesor a tiempo completo, convidado por el decano de la facultad Gastón Etcheverry Orthous (1923 - 2016), arquitecto de la Universidad de Chile titulado en 1950, quien estaba decido a reformular el plan de enseñanza, donde Bendersky colabora hasta 1985 como profesor Taller de Diseño Arquitectónico de 1°, 3°, 4° y 5° año, ocupando sucesivamente en paralelo, los cargos de Jefe de la Cátedra de Diseño y de Director del Departamento de Diseño Arquitectónico. Se desempeñó como profesor guía de proyectos de título, hasta su fallecimiento en 1997.

## Carrera como pintor
Llegó relativamente tarde a esta rama de las artes visuales, alentado por su amigo el arquitecto Ernesto Barreda Fabres (1927 – 2014), para ambos coincidir en el ejercicio paralelo y destacado de las dos profesiones. Constante y riguroso, la pintura se convertiría en su válvula de escape ante la frustración surgida en su actividad de arquitecto-empresario, donde el factor económico imponía límites a su libre creatividad. En el año 1971, con su primera exposición individual en el Instituto Chileno Norteamericano de Cultura, da inicio a su carrera paralela como pintor, actividad que se transformaría en su otra pasión. A pesar de ser autodidacta, siempre reconoció ser heredero de las lecciones de su maestro Camilo Mori Serrano (1896 - 1973) en la Facultad de Arquitectura de la Universidad de Chile, quien guio sus primeros pasos en la pintura en los ramos de fundamentos básicos de composición, textura, color, luz y sombra. Su formación de arquitecto le facilitó la representación tridimensional del espacio y de las formas arquitectónicas, poniendo especial atención en la prolijidad y la precisión en la transferencia de los motivos escogidos. Pintó principalmente al óleo con espátula, desarrollando un estilo hiperrealista fotográfico que surge como oposición al expresionismo abstracto y al arte pop, ubicándose él mismo como un temprano representante del realismo más radical. Aunque fue reconocido como cultor del hiperrealismo, su interpretación personal se impuso siempre al interés fotográfico. Pintó abundantemente, puertas y ventanas antiguas, botes de pescadores, tambores de aceite, oxidados, abollados, descascarados, repintados. Fascinado por la pátina del tiempo que se incrustaba en estos objetos, los veía como mudos testigos de historias pasadas. Los resignificaba y les otorgaba una cierta humanidad a través de la tela, los revivía. Alcanzó un importante sitial en el mundo de las artes plásticas, llegando a exponer colectiva e individualmente en más de cuarenta oportunidades en salas tanto chilenas como en Venezuela, México y Estados Unidos.
Premios y distinciones:
- 1974 Selección en el Concurso El Sol, Santiago, Chile.
- 1975 Selección en el Concurso Colocadora Nacional de Valores, Santiago, Chile.
- 1976 Selección en el Primer Salón Sur, Santiago, Chile.
- 1978 Premio de Honor en Pintura, Salón Estadio Israelita, Santiago, Chile.
- 1979 Selección en el Certamen Nacional Lircay, Santiago, Chile.

Exposiciones individuales:
- 1971 Instituto Chileno-Norteamericano de Cultura, Santiago, Chile.
- 1972 Galería CAI, Santiago, Chile.
- 1973 Galería AB, Ciudad de México, México.
- 1974 Instituto Chileno-Norteamericano de Cultura, Santiago, Chile
- 1975 Sala de La OEA, Washington, Estados Unidos.
- 1975 Sala New York Hilton, Estados Unidos.
- 1976 Galerie Royale, Vancouver, Canadá.
- 1976 Sala del Instituto Cultural de Las Condes, Santiago, Chile.
- 1980 Sala Forestal del Museo Nacional de Bellas Artes, Santiago, Chile.
- 1981 Museo de Arte Contemporáneo de Caracas, Venezuela.
- 1985 Valparaíso, no te Vayas, Galería Praxis, Santiago, Chile.
- 1987 Pequeñas Pinturas Antes, Ahora, Después. Galería Praxis. Santiago, Chile.
- 1991 Jaime Bendersky. Galería Praxis. Santiago, Chile.
- 1994 Obras recientes. Galería Tomás Andreu, Santiago, Chile.

Exposiciones colectivas:
- 1976 Sala de la Pinacoteca de la Universidad de Concepción, Chile.
- 1976 Medio Siglo de Pintura Chilena, Sala del Instituto Cultural de Las Condes, Santiago, Chile.
- 1977 Pintura Contemporánea Chilena, Sala del Instituto Cultural de Las Condes, Santiago, Chile.
- 1978 Sala del Colegio de Arquitectos, Santiago, Chile.
- 1978 Salón de 16 Pintores Chilenos, Sala del Instituto Chileno-Norteamericano de Cultura, Santiago, Chile.
- 1979 Docentes Pintores, Sala de la Escuela de Arquitectura de la Universidad de Chile, Santiago, Chile.
- 1979 Exposición Itinerante de Pintura Chilena Contemporánea, Departamento de Extensión Cultural del Ministerio de Educación, Chile.
- 1979 Sala del Instituto Cultural de Las Condes, Santiago, Chile.
- 1979 Los Arquitectos Pintores, Universidad de Chile, Santiago, Chile.
- 1981 Ocho Pintores, Galería Arte Actual, Santiago, Chile.
- 1986 Exposición Artistas Contemporáneos Pintan Valparaíso, Galería Municipal de Arte Valparaíso, Valparaíso, Chile.
- 1987 Exposición y Venta de Pintores y Esculturas Chilenas Federación Wizo de Chile. Instituto Cultural de Las Condes, Santiago, Chile.
- 1988 Concurso de Pintura El Paisaje Urbano - El Centro de Santiago, Galería Universidad Católica Los Arcos de Bellavista, Santiago, Chile.
- 1989 VII Concurso de Pintura Valdivia y su Río, Valdivia e Instituto Cultural de Las Condes, Santiago, Chile.
- 1990 Arte Industria. Museo Nacional de Bellas Artes, Santiago, Chile.
- 1990 Salón Velux, Dinamarca.
- 1992 El artista ayuda al niño, Galería de Arte Jorge Carroza L., Santiago, Chile.
- 1993 Brocha del siglo XXI. Museo Nacional de Bellas Artes, Santiago, Chile.

- 1995 Taller del Pintor, Muestra Colectiva, Instituto Cultural de Providencia, Santiago, Chile.
- 2002 Artistas Arquitectos, Sala Gasco Arte Contemporáneo, Santiago, Chile.

## Galería de obras pictóricas

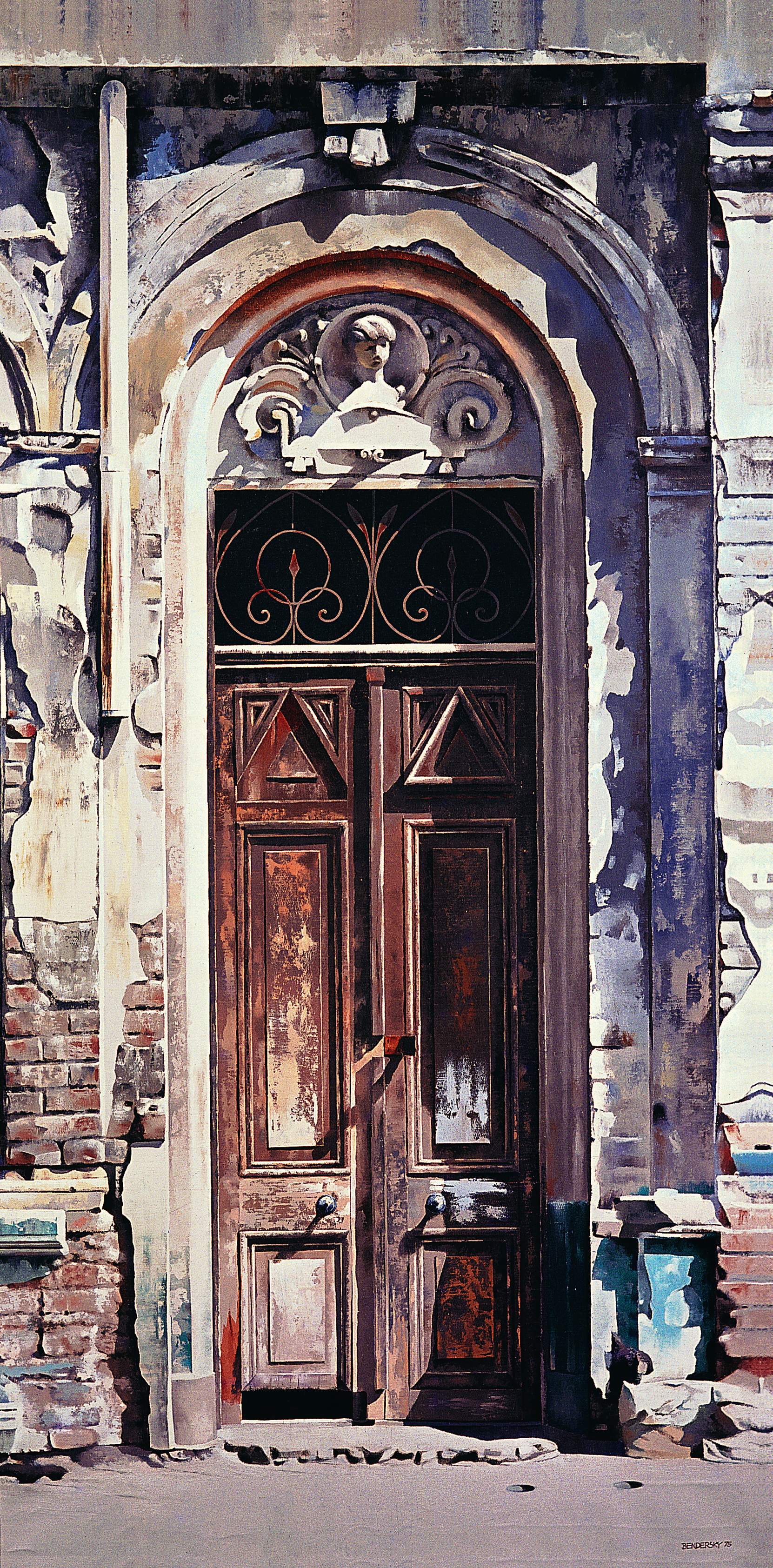
De grandeza y de miseria, 1975
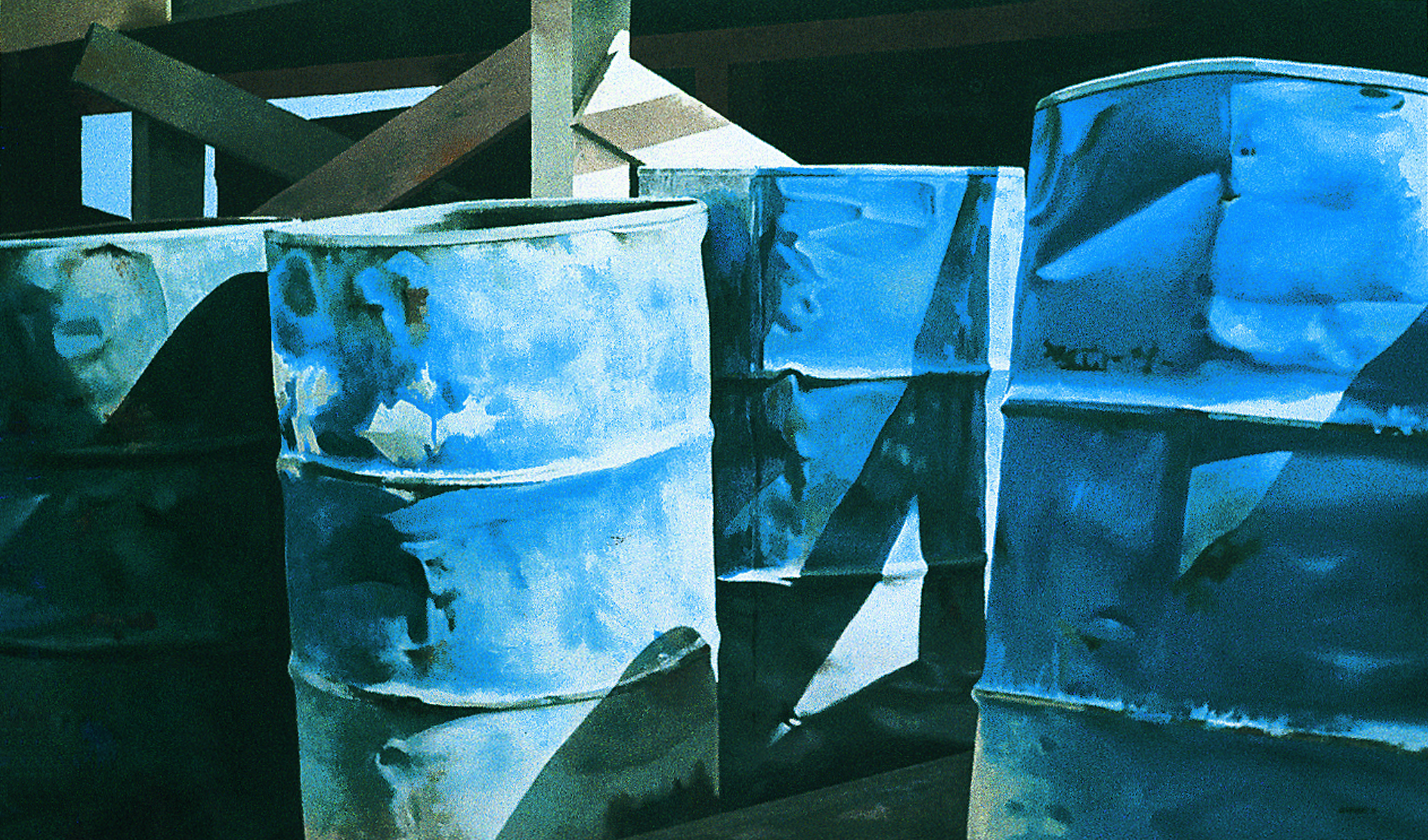
Faena azul, 1976
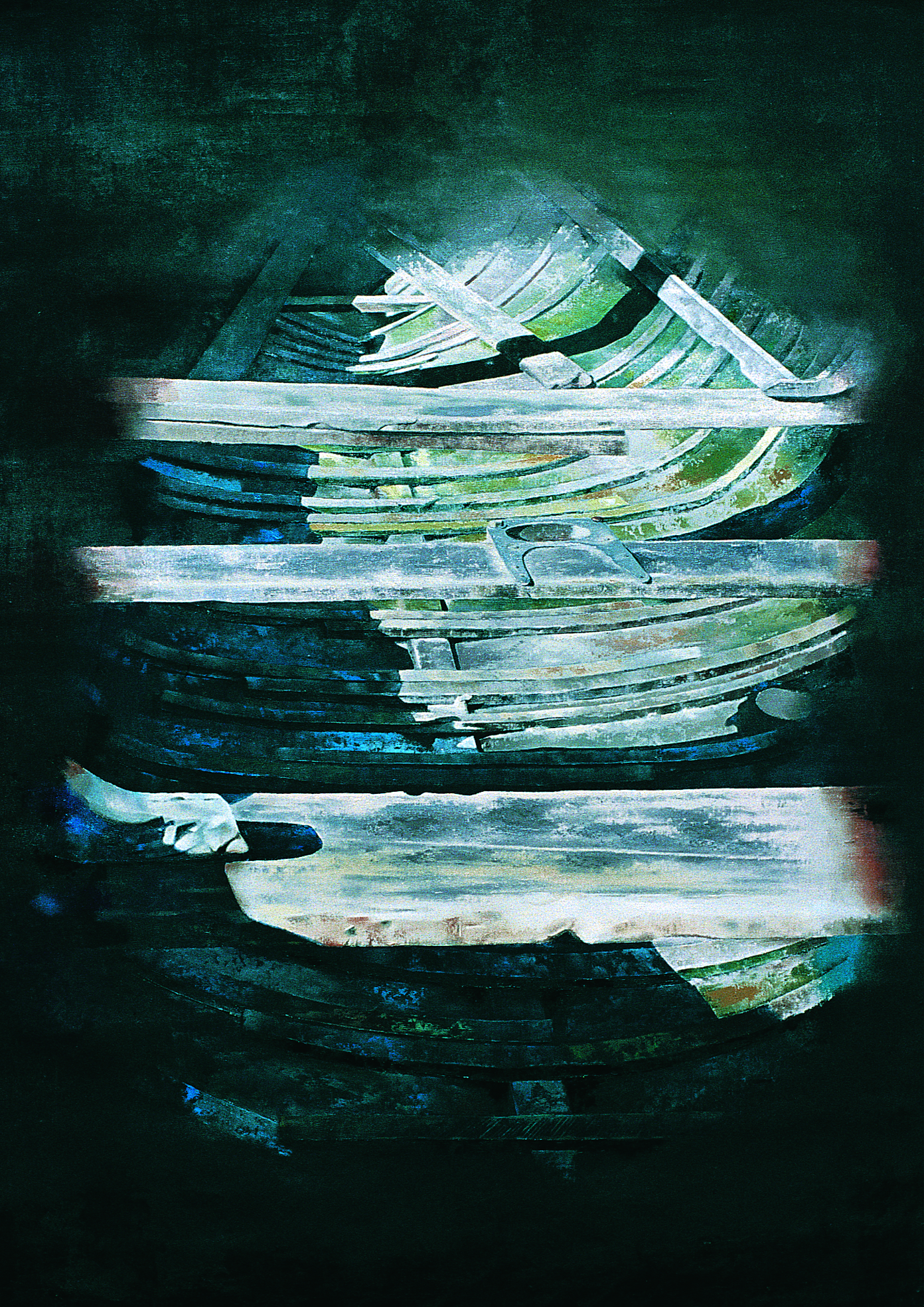
Musgo, 1977
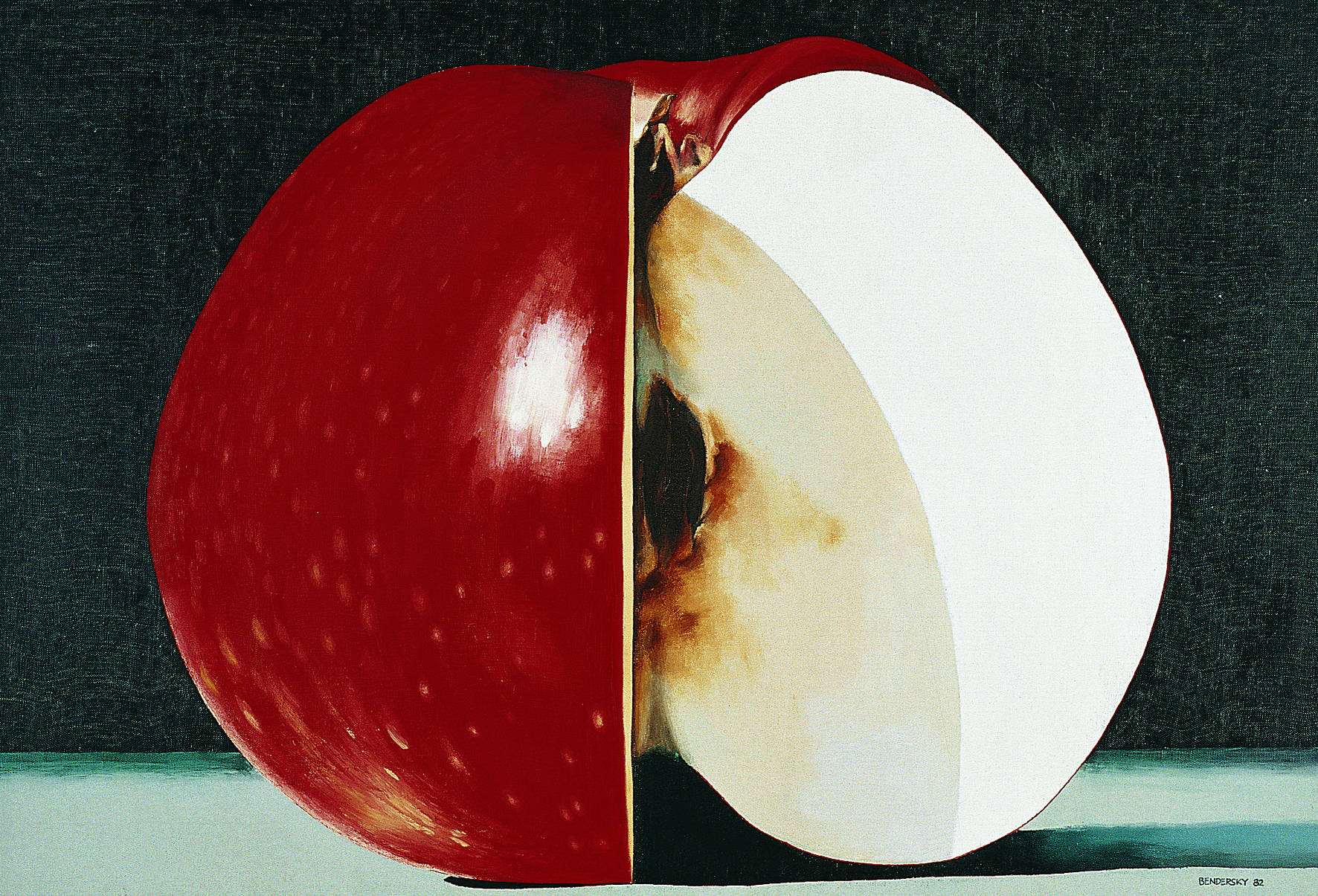
Adán y Eva, 1982